# Notre-Dame-d’Estrées
Notre-Dame-d’Estrées – miejscowość i dawna gmina we Francji, w regionie Normandia, w departamencie Calvados. W 2013 roku liczba ludności wynosiła 238 mieszkańców. 
W dniu 1 stycznia 2016 roku z połączenia dwóch ówczesnych gmin – Corbon oraz Notre-Dame-d’Estrées – utworzono nową gminę Notre-Dame-d’Estrées-Corbon. Siedzibą gminy została miejscowość Notre-Dame-d’Estrées. 